# Statut de Taïwan
Le statut de Taïwan désigne le statut politique du territoire de Taïwan, composé principalement par l'île de Taïwan, mais comprenant également d'autres îles et îlots environnants (les îles Pescadores, Kinmen, Matsu, Wuqiu, Pratas, Taiping et le récif Zhongzhou).
Selon la république populaire de Chine (RPC, proclamée en 1949), Taïwan est la 23e province chinoise, mais l'île est de facto indépendante de la république populaire de Chine qui n'y a jamais exercé aucun pouvoir politique mais qui souhaite y établir sa souveraineté. Taïwan est en effet, depuis 1945, régie par les lois de la république de Chine (ROC en anglais), proclamée en 1912.
L'île de Taïwan a fait partie de l'Empire japonais, de 1895 jusqu’en septembre 1945, puis de la république de Chine qui, en 1949, a cédé la place sur le continent à la république populaire de Chine (RPC). Après 1949, la république de Chine a continué à gouverner Taïwan et à représenter la Chine à l'Organisation des Nations unies et au Conseil de sécurité des Nations unies. Mais depuis le 25 octobre 1971, c'est la république populaire qui représente la Chine à l’ONU.
En janvier 2024, 12 États sur 192 conservent des relations diplomatiques (ambassades) avec Taïwan,, mais bien davantage conservent néanmoins des relations avec Taïwan (bureau de représentation, bureau de liaison, mission commerciale, etc.).

## Contexte
Historiquement, l'île fut d'abord habitée par des populations austronésiennes. Ensuite, les Hollandais en occupèrent la partie occidentale. Les Chinois commencèrent à administrer l'île à la fin du XVIIe siècle, sous les dynasties Ming et Qing. Passée sous administration japonaise après la guerre sino-japonaise de 1895, l'île redevient chinoise en 1945.
La population de l'île de Taïwan est composée à 84 % de Chinois Han venus des provinces littorales du continent (Fujian, Guangdong) installés depuis plus de trois siècles, se mélangeant pour certains d'entre eux aux aborigènes de l'île : un quart de la population Han serait métissée avec eux. En 1949, les dirigeants du Kuomintang s'y sont réfugiés ainsi qu'une partie de l'armée nationale et des dizaines de milliers de civils fuyant les troupes communistes. Les descendants de cette dernière vague d’immigrés du continent forment actuellement 14 % de la population. Les aborigènes non-sinisés sont minoritaires, avec 2 %.
Depuis 1949, Taïwan forme de facto un État séparé de la Chine continentale devenue communiste. L'île a son propre gouvernement et ses propres institutions, ce qui la distingue du reste du territoire chinois.
Le comité international olympique autorise la participation de sportifs de Taïwan aux jeux olympiques sous la bannière « république de Chine » jusqu'en 1976 ; après cette date, l'utilisation de ce dernier terme lui est interdite. À partir de 1979, la participation n'est autorisée que sous la bannière « Taipei chinois ».

## Controverse

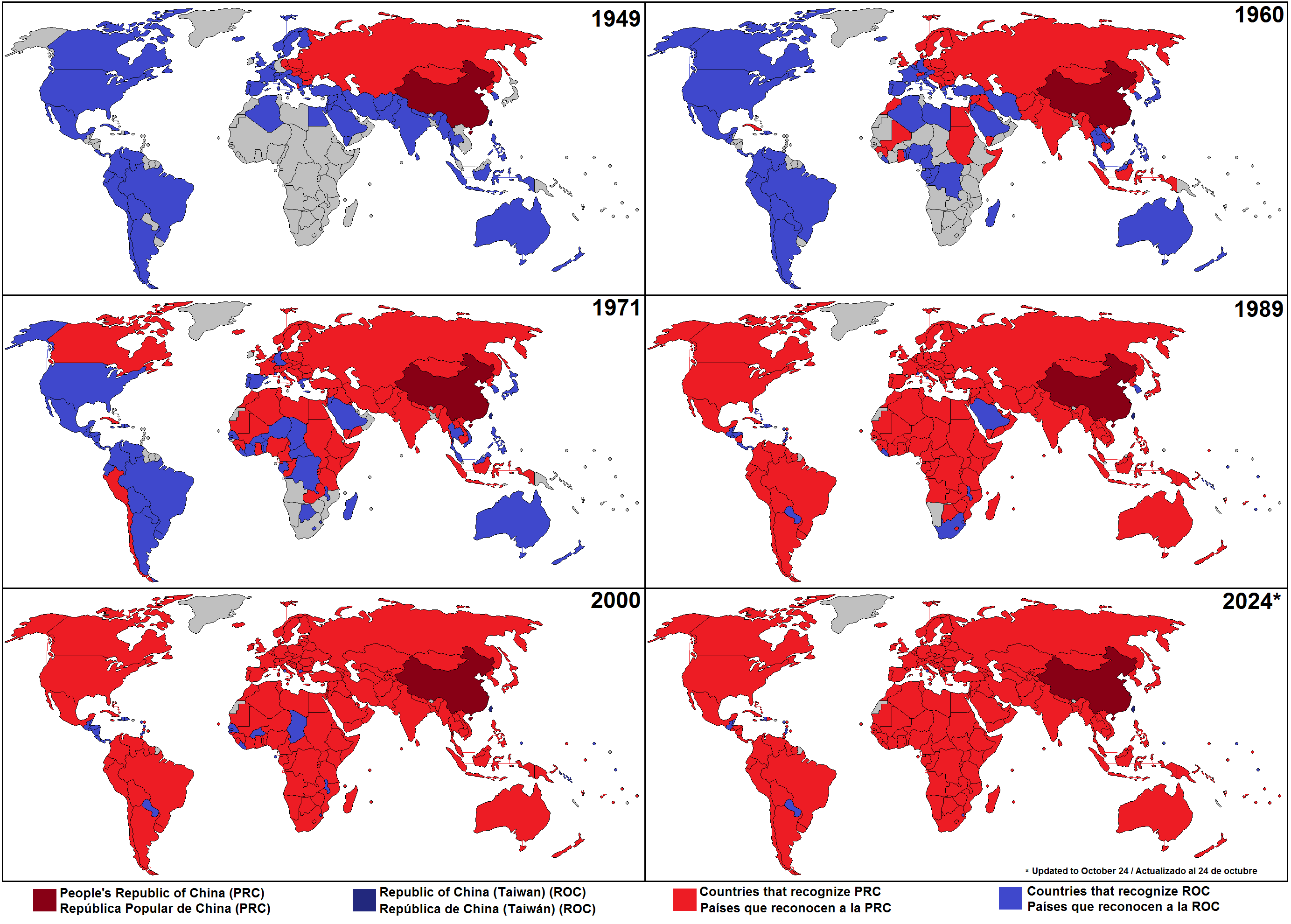
Cartes illustrant le recul de la reconnaissance de Taïwan par la communauté internationale.

Le statut de Taïwan se joue entre les revendications antagonistes du Kuomintang et du Parti communiste chinois qui affirment chacun être le seul représentant légitime de toute la Chine. Le second affirme son ambition de diriger un jour (« libérer » selon ses termes) cette 23e province chinoise qu'il n'a pu conquérir à l'issue de la guerre civile chinoise. Cette « libération » de Taïwan doit s'effectuer « de la manière la plus pacifique possible » mais « sans exclure l'emploi de moyens non pacifiques » en cas de déclaration d'indépendance, comme en témoigne la loi antisécession de 2005. Tandis que la Chine populaire exerce sur l'île une pression croissante pour la mener à se soumettre pacifiquement, Taïwan s'est dotée d'une armée puissante afin de rendre une soumission forcée par les armes aussi coûteuse que possible pour Pékin, ce qui n'empêche pas les deux parties de commercer intensément, la Chine communiste étant le principal partenaire commercial de Taïwan, à l'import comme à l'export.

## Histoire

### 1895-1945: colonisation japonaise

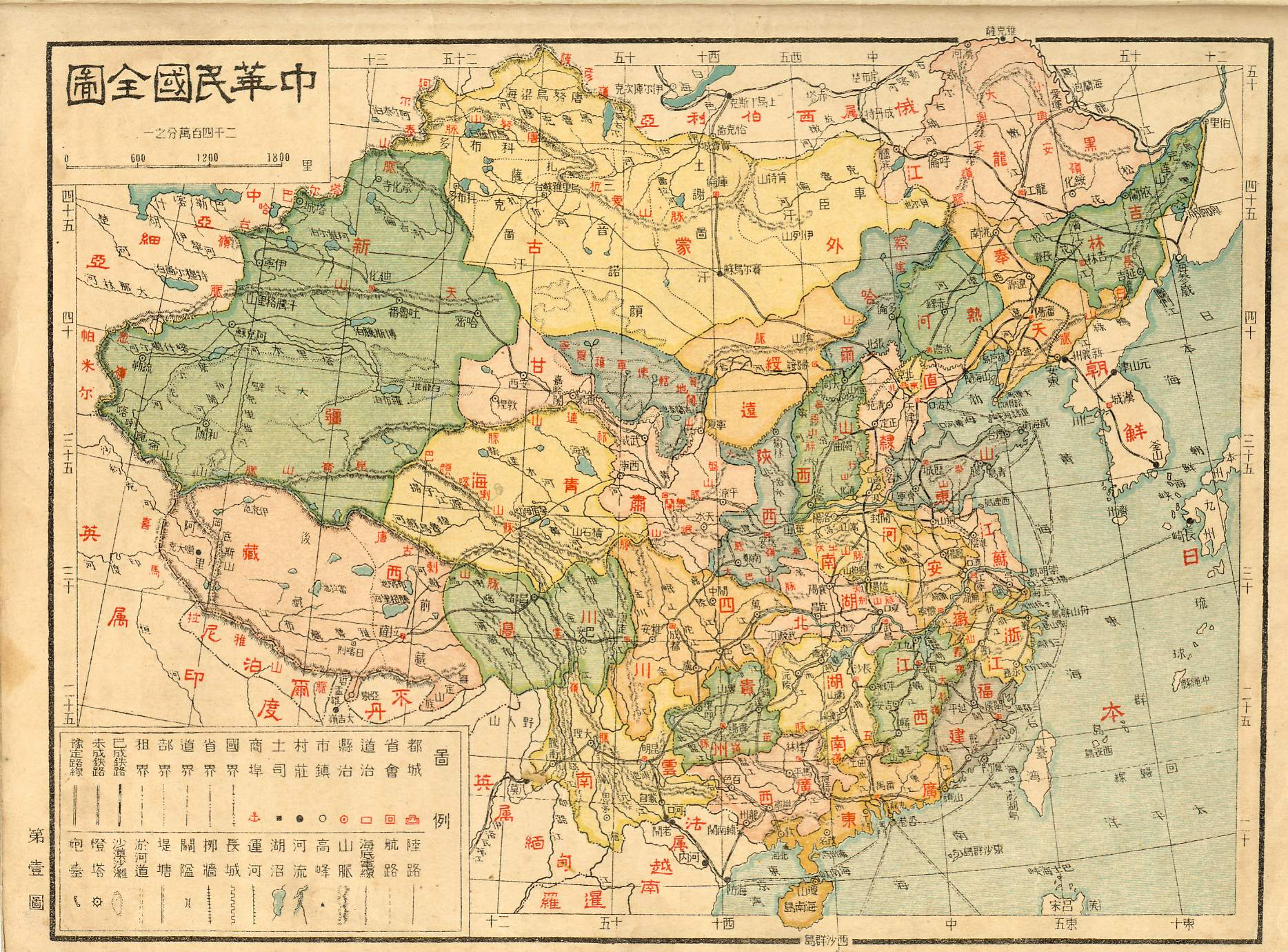
Carte de la Chine en 1926 montrant notamment Taïwan comme ne faisant pas partie de la Chine.

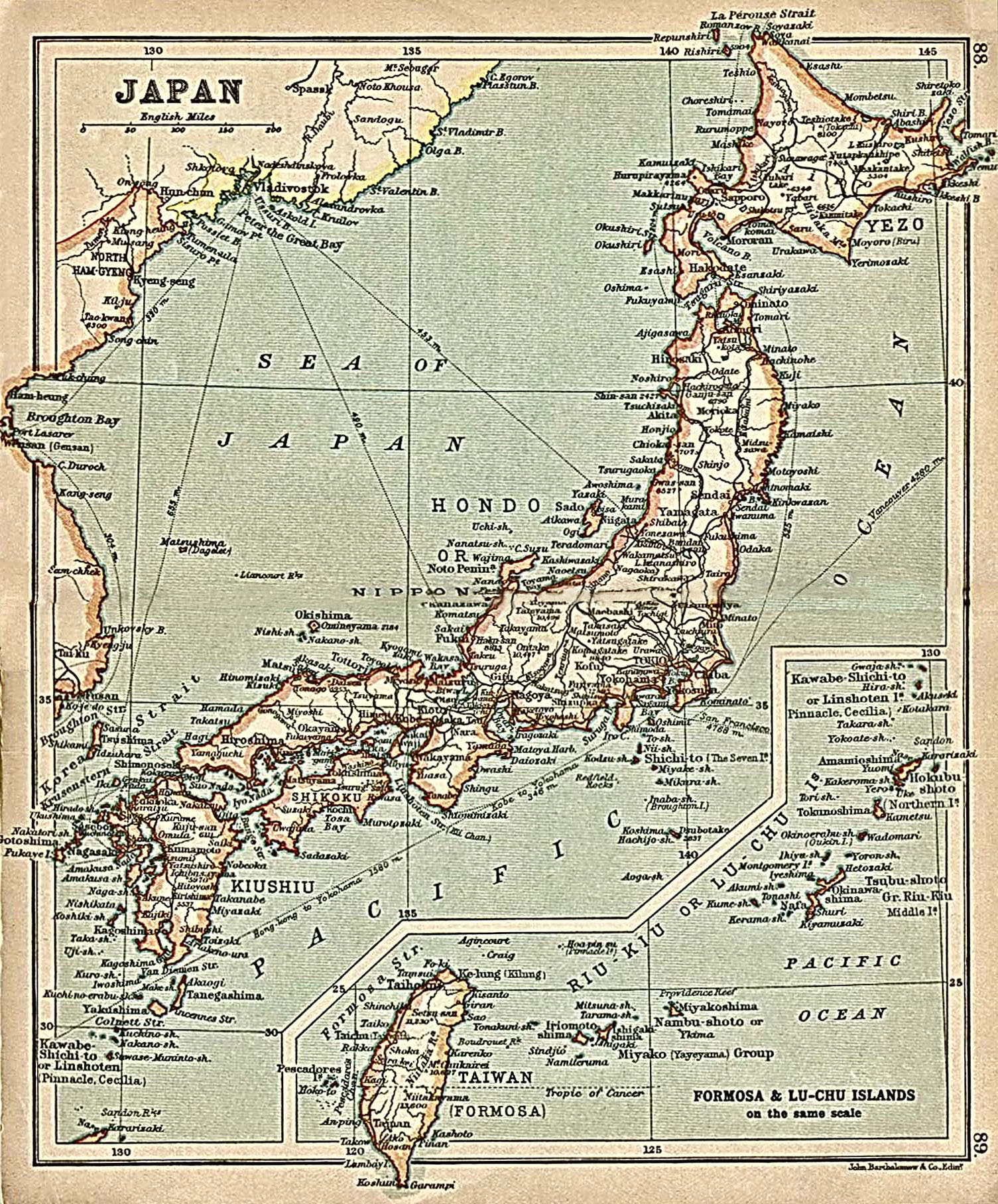
Carte du Japon en 1912 montrant notamment Taïwan comme faisant partie du Japon.

#### Traité de Shimonoseki
À l'issue de la première guerre sino-japonaise (1894-1895), la Chine cède Taïwan à l'empire du Japon par le traité de Shimonoseki.

#### Déclaration de Potsdam et capitulation du Japon
En 1940, le gouvernement de la république de Chine est dirigé par Tchang Kaï-chek. Une guerre civile l'oppose au Parti communiste chinois soutenu par l'Union des républiques socialistes soviétiques, dirigé par Mao Zedong, qui dispose de sa propre armée et contrôle certains territoires. En outre, le Japon impérial (dont Taïwan faisait partie) occupe une bonne partie de l'est de la Chine continentale où il a créé trois gouvernements chinois fantoches : le Mandchoukouo, le Mengjiang et celui de Nankin, de sorte que la guerre civile chinoise se jouait à trois.
Les États-Unis entrent dans la Seconde Guerre mondiale en décembre 1941. La plupart des attaques militaires contre des installations japonaises et des troupes japonaises à Taïwan sont menées par les forces militaires américaines. À la conférence du Caire de 1943, les États-Unis, le Royaume-Uni et la république de Chine conviennent que Taïwan doit être restituée à la Chine après la guerre. Cet accord est défini dans les déclarations du Caire et de Potsdam, qui énoncent les termes de la capitulation du Japon et précise comment les termes de la déclaration du Caire doivent être appliqués.
Quand le Japon impérial se rend, il accepte, selon les termes de la déclaration de Potsdam, de rétrocéder Taïwan au gouvernement chinois officiel d'alors, celui de la Chine nationaliste. Les troupes japonaises de Taïwan reçoivent l'ordre de se rendre aux représentants du commandant suprême des forces alliées, Tchang Kaï-chek, selon les instructions du général Douglas MacArthur, chef du gouvernement militaire américain au Japon, dans l'ordre général no 1, publié le 2 septembre 1945. Le passage du pouvoir est effectué le 25 octobre 1945 lorsque le gouverneur japonais Rikichi Andō remet ses pouvoirs à son homologue chinois nationaliste, Chen Yi : c'est le « Jour de la Rétrocession » de Taïwan.

### De la sinisation en 1945 à la démocratisation en 1975
Après leur défaite sur le continent face aux troupes communistes en 1949, Tchang Kaï-chek et ses partisans du Kuomintang se réfugient sur l'île de Taïwan et y imposent violemment un retour à l'identité chinoise. Dans la communauté internationale, Tchang Kaï-chek et la république nationaliste sont reconnus seuls représentants de la Chine jusqu'en 1971 par l'Organisation des Nations unies et les États de l'OTAN et de l'OCDE, tandis que Mao Zedong et la république populaire de Chine sont pour leur part reconnus seuls représentants de la Chine par les pays du Pacte de Varsovie regroupés autour de l'URSS et par l'internationale communiste. Le 25 octobre 1971, après l'exclusion de la république de Chine, la république populaire de Chine est appelée à la remplacer à l'ONU et dans son Conseil de sécurité. Tchang Kaï-chek et le Kuomintang continuent à gouverner Taïwan et la majorité de la communauté internationale prend alors acte du fait que deux gouvernements sur deux territoires se réclament de la Chine.

#### 1950-1953: guerre de Corée et intervention américaine

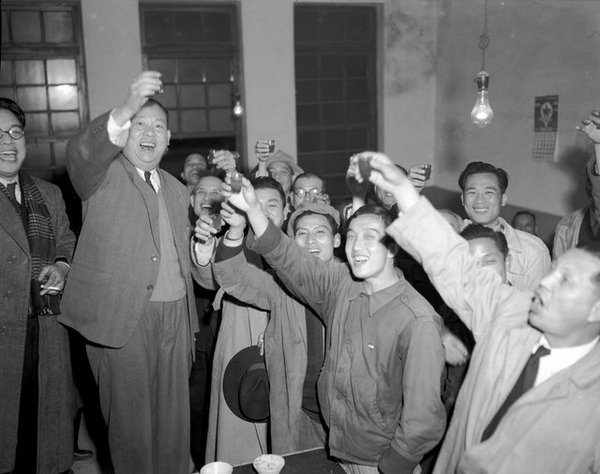
Le candidat Wu San-lian (deuxième en partant de la gauche et entouré de ses supporters) célébrant sa victoire (65,5 %) lors de la première élection du maire de Taipei en janvier 1951, Taipei étant devenue la capitale de la république de Chine depuis décembre 1949.

Jusqu'à la guerre de Corée, les États-Unis n'avaient fourni qu'un soutien passif à Tchang Kaï-chek : la position du département d'État des États-Unis était que « Conformément à ces déclarations du Caire et de Potsdam, Formose a capitulé devant généralissime Tchang Kaï-chek et, depuis quatre ans, les États-Unis et d'autres puissances alliées acceptent l'exercice de l'autorité chinoise sur l'île ». Fin juin 1950, le président américain Harry S. Truman craint qu'après la Corée du Sud, les communistes n'interviennent aussi à Taïwan : il déclare vouloir « endiguer la propagation du communisme » et envoie la septième flotte américaine dans le détroit de Taïwan pour empêcher les troupes communistes de débarquer sur l'île. Le gouvernement américain souhaite alors « neutraliser Taïwan afin d'éviter le déclenchement d'une troisième guerre mondiale » : le 8 septembre 1950, Harry Truman ordonne à John Foster Dulles, alors conseiller en politique étrangère auprès du secrétaire d'État américain, de procéder effectivement à la « neutralisation » de Taïwan lors de la rédaction du traité de paix avec le Japon (traité de San Francisco) de 1951.
Selon les mémoires de George H. Kerr, Formosa Betrayed (en), Dulles élabore un plan selon lequel le Japon renoncerait d'abord à sa souveraineté sur Taïwan sans citer de pays bénéficiaire, pour permettre à la souveraineté taïwanaise d'être déterminée conjointement par les États-Unis, le Royaume-Uni, l'Union soviétique (représentant la république populaire de Chine) et la république de Chine. Si ces quatre parties ne parvenaient pas à un accord dans un délai d'un an, la question du statut de Taïwan devait être abordée à l'ONU (dont la république de Chine faisait toujours partie à cette époque). Harry S. Truman déclarait à ce propos que « la détermination du statut futur de Formose doit attendre le rétablissement de la sécurité dans le Pacifique, un accord de paix avec le Japon ou l'examen des Nations Unies » et que « toutes les questions affectant Formose doivent être réglées par des moyens pacifiques, comme le prévoit la Charte des Nations Unies » (message spécial au Congrès de juillet 1950). De son côté, la Chine communiste qualifie ces démarches d'« ingérence flagrante dans les affaires intérieures de la Chine ».

Vote a l'Assemblée générale des Nations unies pour la résolution no 2758 :
Vote pour.
Vote contre.
Non-votant.
Abstention.
Non-membre de l'ONU ou territoires non-souverains.

#### De la guerre de Corée à la démocratisation
En 1971, l'assemblée générale des Nations unies par sa résolution no 2758 reconnaît la république populaire de Chine (RPC) comme seule représentante de la nation chinoise, ce qui en exclut la république de Chine (ROC). Les deux États chinois ne se reconnaissent pas mutuellement.
Tchang Kaï-chek meurt en 1975 et son fils devient à son tour président trois ans plus tard. Plus libéral que son père et contraint de satisfaire les aspirations d'une opposition grandissante, il amorce la démocratisation du pays. Le Kuomintang se met peu à peu à réduire son contrôle sur Taïwan, et l'expression d'une identité proprement taïwanaise commence à être tolérée. Bien que le Kuomintang continue à proclamer qu'il est encore le seul représentant légitime de la Chine, y compris continentale et qu'il est prêt à la reconquérir, de facto tous savent que cela n'est plus possible et que préserver l'autonomie de l'île est le seul objectif réaliste. Le gouvernement diminue peu à peu ses prétentions continentales et tolère une certaine opinion indépendantiste,,.

### Depuis 1975

#### 1996: troisième crise sur le détroit de Taïwan

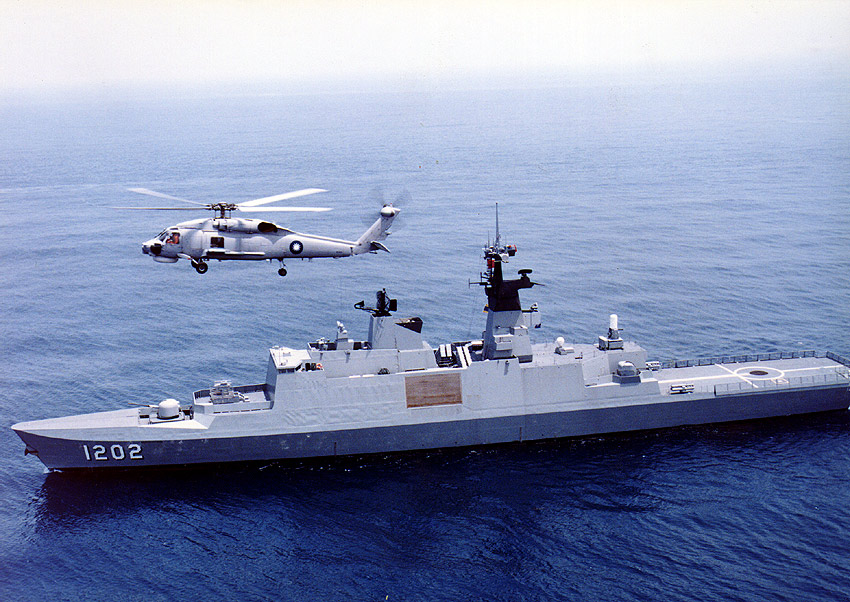
Frégate taïwanaise classe Kang Ding avec un hélicoptère Sikorsky SH-60 Seahawk (S-70C).

En 1996, la république populaire de Chine organise des exercices militaires près de Taïwan et lance plusieurs missiles balistiques au-dessus de l'île pour intimider le Kuomintang et dissuader la population de réélire le président Lee Teng-hui. Les États-Unis, sous la présidence de Bill Clinton, envoient deux groupements tactiques de porte-avions dans la région. La RPC, encore incapable de suivre les mouvements de ces navires et probablement peu disposée à aggraver le conflit, fait rapidement marche arrière. L'événement n'a eu que peu d'impact sur le résultat des élections car aucun des candidats à la succession de Lee n'était assez influent pour le vaincre, mais il est largement admis que les intimidations de la république populaire de Chine, loin d'effrayer l'électorat taïwanais, l'ont au contraire rassemblé autour de Lee qui a obtenu plus de 50 pour cent des voix.

#### 2008: retour progressif des relations trans-détroit
Depuis le 22 avril 2008, la république populaire de Chine accepte les plaintes déposées par les habitants de Taïwan concernant un conflit avec une partie située en Chine continentale. À partir du 1er juillet 2008, les échanges yuan chinois contre nouveaux dollars taïwanais sont acceptés sur tout le territoire taïwanais afin de faciliter les échanges avec les touristes du continent.

## Entre indépendance, réunification ou statu quo
La population taïwanaise est partagée sur la question de l'indépendance (couleur politique verte DPP) ou de la réunification (couleur politique bleue KMT). En 2005, la population taïwanaise était majoritairement pour le statu quo, car une indépendance serait perçue comme une sécession par le gouvernement de Pékin, qui pourrait alors envahir l'île.
| Position                     | 2007 | 2007 | 2020   |
| ---------------------------- | ---- | ---- | ------ |
| Indépendance                 | 52 % | 18 % | ~54 %  |
| Statu quo                    | —    | 45 % | 23,4 % |
| Réunification avec autonomie | 24 % | 22 % | 12,5 % |
| Ne se prononce pas           | 24 % | 15 % | 10 %   |

Un quart des électeurs sont absolument opposés à la réunification : c'est le cas de 98 % des Chinois dont les ancêtres sont venus du continent en 1949 et de la plupart des aborigènes non-métissés (mais ensemble, ces deux communautés ne forment qu'environ un sixième de la population). Deux sondages à Taïwan réalisés en 2007 sur la base d'un échantillon de 1 000 personnes représentatif de la population totale, ont abouti aux résultats suivants :
- Choix double : indépendance 52 %, réunification avec autonomie 24 % ;
- Choix triple : indépendance 18 %, statu quo 45 % et réunification avec autonomie 22 %.

L'évolution de la situation hongkongaise depuis 2019 laisse craindre, en cas de réunification, une disparition de la démocratie pluraliste dans l'île, ce qui favorise l'indépendantisme taïwanais, : en 2020, la proportion d'électeurs taïwanais favorables à l'indépendance augmente, tandis que la proportion de personnes favorables à une réunification à la Chine se réduit :
- Choix triple : indépendance 54 %, statu quo 23,4 % et réunification 12,5 %.

## Politique d’une seule Chine de la république populaire de Chine

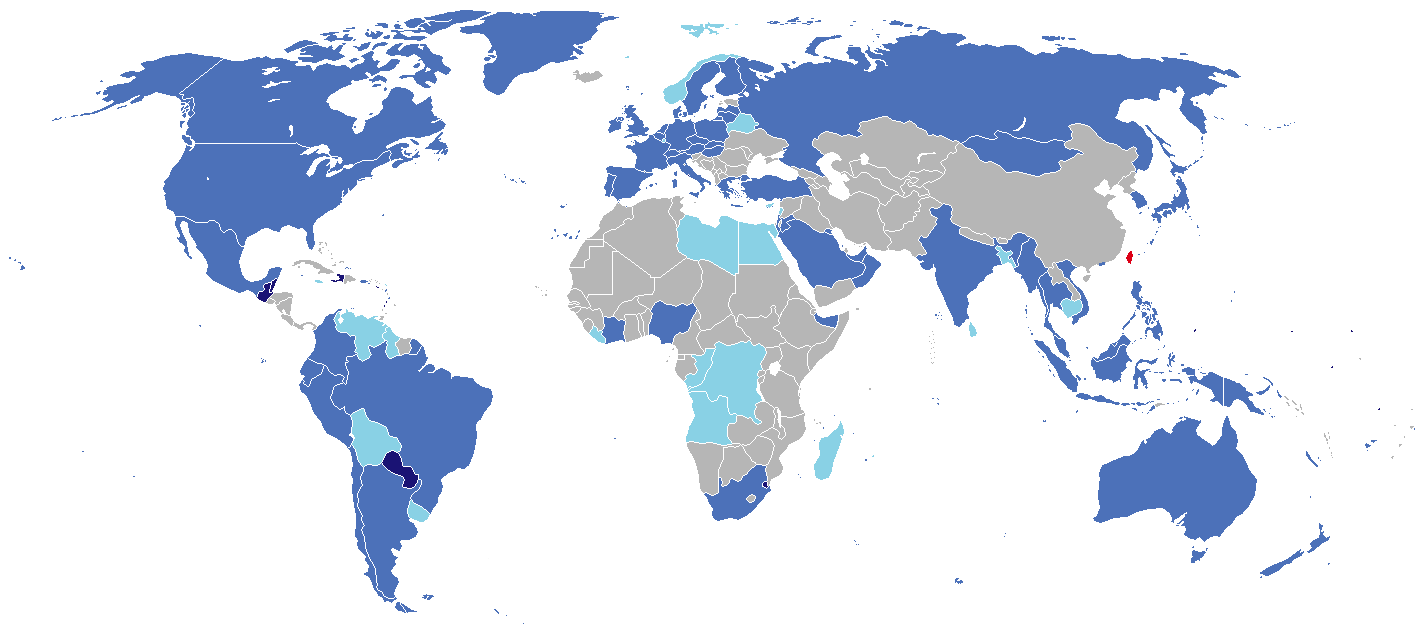
Représentations diplomatiques de Taïwan.
République de Chine (Taïwan)
Ambassades
Autres types de missions

Le gouvernement de la république de Chine a occupé un siège de membre permanent du Conseil de sécurité des Nations unies de la création de l'institution onusienne jusqu'au 25 octobre 1971, date à laquelle le gouvernement de Pékin fut admis à représenter la Chine à l'ONU à la place de celui de Taïwan (Résolution 2758 de l'Assemblée générale des Nations unies).
Le 2 janvier 2019, le secrétaire général du Parti communiste chinois, Xi Jinping, déclare que pour récupérer Taïwan, la Chine « n'exclut pas le recours à la force ». Il ajoute que « la Chine doit être réunifiée et elle le sera. L'indépendance de Taiwan est une entorse à l'histoire et ne pourra conduire qu'à une impasse et à un profond désastre ». La présidente de la république de Chine, Tsai Ing-wen, demande l'aide de la communauté internationale et tweete « Comme présidente de la république de Chine, j'appelle la Chine à prendre courageusement des mesures en faveur de la démocratie afin de comprendre la population de Taïwan ».
Préalablement à l'ouverture de toute relation diplomatique avec un autre pays, la république populaire de Chine exige de ce pays la reconnaissance du principe d'« une seule Chine ». Étant donné l'intérêt de la diplomatie en vue d'établir de meilleurs échanges commerciaux, les États-Unis,, l'Union européenne, la Russie, le Lesotho, la République centrafricaine et Madagascar soutiennent explicitement ce principe. L'Union européenne insiste toutefois sur le fait qu'une résolution du différend entre la république populaire de Chine et Taïwan ne peut intervenir que par des moyens pacifiques et dans le cadre d'un accord mutuel entre les parties, prenant en compte les désirs de la population taïwanaise.
À propos de la loi antisécession de 2005, le Premier ministre français Jean-Pierre Raffarin a soutenu le gouvernement de la république populaire de Chine, affirmant que cette loi était « tout à fait compatible avec la position de la France ».
En janvier 2020, après sa réélection au suffrage universel avec 57,1 % des suffrages, Tsai Ing-wen, la présidente de Taïwan, déclare que la Chine doit accepter le fait que Taïwan est déjà un pays indépendant, une démocratie qui a réussi, qui a une économie assez solide et qui mérite le respect de la Chine.
En septembre 2020, plusieurs députés européens appellent l'Union européenne à revoir sa position à propos du statut de Taïwan et à défendre davantage la démocratie à Taïwan, et à renoncer à la position d'équilibre consistant à reconnaitre à la fois le droit à l'autodétermination de Taïwan et le principe d'une seule Chine. En novembre 2020, le secrétaire d'État des États-Unis Mike Pompeo déclare toutefois que, pour les États-Unis, Taïwan ne fait pas partie de la Chine, et que la position des États-Unis à ce sujet a toujours consisté à seulement prendre note de la position de la Chine sur le sujet. À cette occasion, la porte-parole du ministère des Affaires étrangères de la république de Chine Joanne Ou estime que « la république de Chine à Taïwan est un pays souverain et indépendant, et non une partie de la république populaire de Chine ». En octobre 2021, le secrétaire d'État des États-Unis Antony Blinken maintient la ligne de son prédecesseur ; il désigne Taïwan comme « un partenaire crucial des États-Unis » et réclame « sa participation active » au sein de l'ONU, malgré l'opposition formelle de Pékin.

## Tableau comparatif
|                                                                  | Chine                                                                                               | Taïwan                                              |
| ---------------------------------------------------------------- | --------------------------------------------------------------------------------------------------- | --------------------------------------------------- |
| Nom et abréviation                                               | République populaire de Chine (RPC) (zh-Hant) 中華人民共和國 (zh-Hans) 中华人民共和国               | République de Chine (zh-Hant) 中華民國              |
| Population                                                       | 1 415 140 963 hab.[Quand ?][réf. nécessaire]                                                        | 23 508 428 hab.[Quand ?][réf. nécessaire]           |
| Superficie                                                       | 9 596 961 km2                                                                                       | 36 191 km2                                          |
| Densité humaine                                                  | 147 hab./km²                                                                                        | 650 hab./km²                                        |
| Capitale                                                         | Pékin                                                                                               | Taipei                                              |
| Ville la plus peuplée                                            | Shanghai – 14 460 140 hab.                                                                          | Taipei – 2 618 772 hab.                             |
| Gouvernement(s)                                                  | République État communiste à parti unique Deux régions administratives spéciales (Hong Kong, Macao) | République Régime semi-présidentiel                 |
| Présidence                                                       | Xi Jinping (Parti communiste chinois)                                                               | Lai Ching-te (Parti démocrate progressiste, Taiwan) |
| Langue(s) officielle(s)                                          | Chinois mandarin                                                                                    | Chinois mandarin Taïwanais                          |
| PIB (nominal) (2018, Fonds monétaire international)              | 13 407 milliards de $[réf. nécessaire]                                                              | 589 milliards de $[réf. nécessaire]                 |
| PIB (nominal) par habitant (2020, Fonds monétaire international) | 9 608 $[réf. nécessaire]                                                                            | 24 971 $[réf. nécessaire]                           |
| Dépenses militaires (2017)                                       | 228 milliards de $                                                                                  | 9,9 milliards de $                                  |
| Monnaie(s)                                                       | Yuan (CNY) Dollar de Hong Kong (HKD) Pataca (MOP)                                                   | Nouveau dollar de Taïwan (TWD)                      |
| Domaine (s) internet                                             | .cn, .hk, .mo                                                                                       | .tw                                                 |